# Дебор, Ги
Ги Дебо́р (фр. Guy Debord, полное имя Ги Луис Мария Венсан Эрнест Дебор; также подписывал тексты именем «Ги-Эрнест», 28 декабря 1931, Париж — 30 ноября 1994, Бельвю-ла-Монтань) — французский революционер леворадикального толка, философ, историк, писатель, художник-авангардист, режиссёр. Видный член «Интернационала леттристов» и группы «Социализм или варварство». В 1957 году принял активное участие в создании Ситуационистского интернационала. После событий мая 1968 года в ситуационистском движении произошёл упадок, в результате чего в 1972 году интернационал был распущен. Идеи ситуационистов оказали влияние на культуру и политику в Европе и США. 
Наиболее известен благодаря своей концепции «общества спектакля», изложенной в книге «Общество спектакля» и в комментариях к ней.

## Биография
Ги Дебор был сыном Полетты Росси и Маршаля Дебора — мелких французских буржуа. После Второй мировой войны поступил в университет, но вскоре бросил учёбу и стал видным деятелем во французских леворадикальных кругах. В разное время состоял в «Интернационале леттристов» и леворадикальной группе «Социализм или варварство». Был организатором многих скандальных акций: в 1952 году он сорвал пресс-конференцию Чарли Чаплина по случаю приезда того в Европу и разбросал листовки, где назвал актёра «мошенником чувств и шантажистом страданий».
В середине 50-х годов XX в. окончательно порвал с троцкизмом. В 1957 году вместе со своей первой женой Мишель Бернштейн и художником Асгером Йорном решил организовать новое движение, которое бы вбирало в себя идеи синтеза сюрреализма и дадаизма (леттризма) и антигосударственного марксизма. В том же году на съезде в итальянском городе Козио-ди-Арроша был основан Ситуационистский интернационал (SI), в который вошли многие участники Леттристского интернационала, леворадикальные политики и художники. Ситуационистский интернационал оказался крайне непрочным — Ги Дебор часто изгонял оттуда «слишком эстетствующих», по его мнению, участников. В их числе был изгнан Ральф Рамни и Мишель Бернштейн.
В 1967 году Ги Дебор издал свой фундаментальный труд «Общество спектакля», в котором подверг критике современный капитализм, усиление роли СМИ и индустрии развлечений в жизни современного общества, а также государственный капитализм, проявивший себя в СССР и Китае. В качестве альтернативной модели социализма он поддерживал идею независимых от политических партий органов самоорганизации трудящихся — рабочих советов. Рабочие советы должны были взять в свои руки власть и ликвидировать товарную экономику. Его идеи получили широкий резонанс во время майской революции 1968 года: многие ситуационистские лозунги взяли на вооружение и другие партии, однако Ги Дебор и другие ситуационисты слабо проявили себя во время этих событий. Впоследствии Ги Дебор написал, что общество спектакля превратило восстание против себя в спектакль.
В 1972 году Ги Дебор распустил Ситуационистский интернационал (на тот момент в нём состояло всего два человека). В этом же году он женился во второй раз на литературоведе Элис Беккер-Хо.
Последние годы жизни страдал тяжёлым алкоголизмом.

Хотя я очень много читал, но пил я значительно больше. Я написал намного меньше книг, нежели многие литераторы и публицисты, но выпил я намного больше самых усердных пьяниц. При этом меня удивляет то, что множество людей, писавших против меня гневные и обличительные тексты, разоблачая во мне множество несуществующих пороков, ни разу не упомянули о том действительном, а не мнимом, грехе, которым я занимаюсь всю жизнь — то есть никто не укорял меня всерьёз за мой беспробудный и бесконечный алкоголизм.

30 ноября 1994 году покончил жизнь самоубийством, выстрелив в себя из револьвера.

## Основные идеи и творчество
Ги Дебор разделяет два вида спектакля: распылённый, присущий странам капиталистического Запада, и концентрированный, проявивший себя в СССР, Китае и других странах. Разница между ними заключается в способах воздействия: концентрированный спектакль государственного капитализма отличается нетерпимостью ко всякой, даже виртуальной — как в странах Запада — свободе слова, более сильным репрессивным аппаратом, однако в меньшей степени фетишизацией товарного производства. Перед смертью в своих «Комментариях к Обществу Спектакля» Ги Дебор выдвинул идею о том, что крушение СССР и становление рыночной экономики приведёт к торжеству нового вида спектакля — интегрированного, который будет совмещать в себе диктат потребления и сильный репрессивный аппарат. Последователи Ги Дебора считают, что интегрированный спектакль реализовал себя в полной мере в США после терактов 11 сентября.
Также Ги Дебор занимался критикой урбанизации и копирайта. В области распределения материальных и нематериальных благ он отстаивал идеи потлача и плагиата.
Ги Дебор создал не меньше шести авангардистских фильмов. Первый фильм, «Завывания в честь де Сада», состоял из коротких монологов, которые прерывались тишиной на фоне чёрного экрана. По замыслу автора, во время этих пауз зритель должен был отвлечься от пассивного созерцания и вспомнить о реальной жизни.

## Фильмография
В целом, Дебор бросил вызов условностям кинопроизводства, побуждая аудиторию взаимодействовать со средой, вместо того, чтобы быть пассивными получателями информации. Дебор снял свой первый фильм «Завывания в честь де Сада» в 1952 году с голосами Мишель Бернштейн и Жиля Вольмана. В фильме нет изображений; вместо этого показывается ярко-белый цвет, когда есть речь, и чёрный, когда её нет. Долгое молчание разделяет говорящие части. Фильм заканчивается 24 минутами тишины. Сообщалось, что люди злились и уходили с показов этого фильма. Сценарий составлен из цитат, заимствованных из различных источников, и превращен в монтаж со своего рода нелинейным повествованием.
Позже, при финансовой поддержке Мишель Бернштейн и Асгера Йорна, Дебор снял второй фильм «О проходе нескольких человек через довольно краткий момент времени», в котором сцены с его друзьями сочетались со сценами из культуры средств массовой информации. Эта интеграция мира Дебора с культурой средств массовой информации стала основным мотивом, кульминацией которого стало «Общество спектакля». Дебор написал книгу «Общество спектакля» до создания фильма. Когда его спросили, почему он превратил книгу в фильм, он сказал: «Я не понимаю, почему это удивило людей. Книга уже была написана как сценарий». Последний фильм Дебора «Ги Дебор, его искусство и время» не был снят при его жизни. Этот фильм стал заключительным заявлением, в котором Дебор рассказал о своих работах и культурном документальном кино «своего времени».
- «Hurlements en faveur de Sade» (1952) — «Завывания в честь де Сада»
- «Sur le passage de quelques personnes à travers une assez courte unité de temps» — «О проходе нескольких человек через довольно краткий момент времени» (1959)
- «Critique de la séparation» (1961) — «Критика Разделения»
- «La Société du spectacle» (1973) — «Общество спектакля»
- «Réfutation de tous les jugements, tant élogieux qu’hostiles, qui ont été jusqu’ici portés sur le film „La Société du spectacle“» (1975) — "Опровержение всех суждений, за и против, вызванных фильмом «Общество спектакля»
- «In girum imus nocte et consumimur igni» (1978) — «Мы кружим в ночи, и нас пожирает пламя»
- «Guy Debord, son art, son temps» (1995) — «Ги Дебор, его искусство и время» (посмертный фильм Ги Дебора, подготовленный Бригиттой Корнанд)